# 衛次公
卫次公（752年—818年），字从周，河东（今山西省永济市）人，唐朝大臣。
卫次公在弱冠之年举进士，擢上第。初为左补阙，历任殿中侍御史、兼翰林学士。唐顺宗时知礼部贡举，排斥浮华选取实才。改任兵部侍郎，进尚书左丞。唐宪宗将命他为宰相，已经草诏，正好李愬平定蔡州吴元济，于是卫次公以检校工部尚书为淮南节度使兼扬州大都督府长史。后任满归朝，在途中病故。谥敬。其子卫洙。

## 延伸阅读
[在维基数据编辑]
 在维基文库阅读此作者作品
 《舊唐書·卷159》，出自刘昫《舊唐書》
 《新唐書·卷164》，出自《新唐書》